# Sitalá
Sitalá är en ort i Mexiko.   Den ligger i kommunen Sitalá och delstaten Chiapas, i den sydöstra delen av landet, 800 km öster om huvudstaden Mexico City. Sitalá ligger 1 084 meter över havet och antalet invånare är 1 738.
Terrängen runt Sitalá är huvudsakligen kuperad, men åt sydväst är den bergig. Terrängen runt Sitalá sluttar västerut. Runt Sitalá är det glesbefolkat, med 16 invånare per kvadratkilometer. Närmaste större samhälle är Yajalón, 16,7 km norr om Sitalá. I omgivningarna runt Sitalá växer i huvudsak städsegrön lövskog.